# Raymond Chataira
Raymond Chataira (* 8. Dezember 1984 in Mwurvi, Harare) ist ein Metallbildhauer und Metall-Upcycling-Künstler aus Simbabwe, der vor allem überlebensgroße Tierskulpturen gestaltet und dazu Metallschrott recycelt.

## Leben
Raymond Chataira wurde in Mwurvi in der Nähe von Guruve geboren. Bereits in seiner Kindheit begann er mit dem Malen und Zeichnen. Er schloss die Schule in Mwurvi mit einem O-Level-Abschluss (vergleichbar der Mittleren Reife) ab. 2005 absolvierte er einen Schweißkurs am Chinembiri Arts Centre im Hararer Stadtteil Mbare. Nach dem Schulabschluss zog er nach Harare und begann zusammen mit seinem Bruder Julias und der Unterstützung des Metallkünstlers Adam Madebe mit der Arbeit an Skulpturen aus Schrottmetall. Ursprünglich als Steinbildhauer tätig, wandte er sich hauptsächlich dem Schweißen von Skulpturen zu. Anfänglich fertigte er kleine Vögel aus Altmetall, bis er 2007 zu größeren Tieren überging. Sein erstes großes Tier, ein Elefant, wurde nach Südafrika exportiert.
Chataira lebt in Harare im Stadtteil Mbare und arbeitet in einem Kreativprojekt in 22 Rockwood im Stadtteil Hatfield mit mehreren anderen Künstlern. Er verbringt regelmäßig einige Monate im Jahr in Schloss Steinhausen in Witten, wo er in einem Künstleratelier der Shona-Art Skulpturen-Galerie arbeitet.
2024 wurde er mit dem durch den National Arts Council of Zimbabwe (NACZ) vergebenen „National Arts Merit Award“ (NAMA Award) in der Kategorie für dreidimensionale Kunst ausgezeichnet. Mit seinen Werken ist er regelmäßig beim Harare International Festival of the Arts (HIFA), einem der größten internationalen Kunstfestivals Afrikas, vertreten.

## Werk
Raymond Chatairas Werke lassen sich der afrikanischen Gegenwartskunst zuordnen. Er fertigt großformatige Skulpturen aus Schrott, wie alten Ölfässern, Blechen, Maulschlüsseln, Maschinenteilen wie etwa Brems- und Kupplungsscheiben, Schrauben und Kugellagern, die aus Afrika und Europa stammen. Hauptsächlich schweißt er aus Tausenden von Einzelteilen überlebensgroße afrikanische Tiere, darunter Rhinozerosse, Giraffen, Antilopen, Wildhunde, Warzenschweine, Geparden und Löwen, die in Ausstellungen, Sammlungen und als Kunst im öffentlichen Raum zu sehen sind. Er wird unterstützt durch das Unternehmen „Trek Petroleum“, das mehrere seiner Metall-Großskulpturen auf Freiflächen in der Nähe ihrer Tankstellen in Simbabwe aufstellen ließ. Neben in Afrika heimischen Tieren schuf er auch menschliche Figuren, Fabelwesen wie Drachen, oder ein maßstabsgerechtes Modell eines Mercedes-Benz 170 S Cabriolet A. Einige der Skulpturen wiegen bis zu zwei Tonnen.

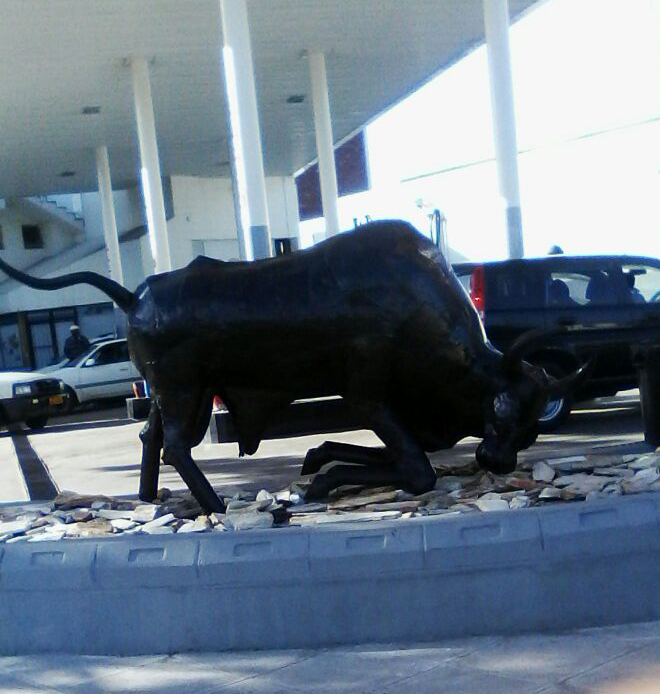
Bulle, Simbabwe
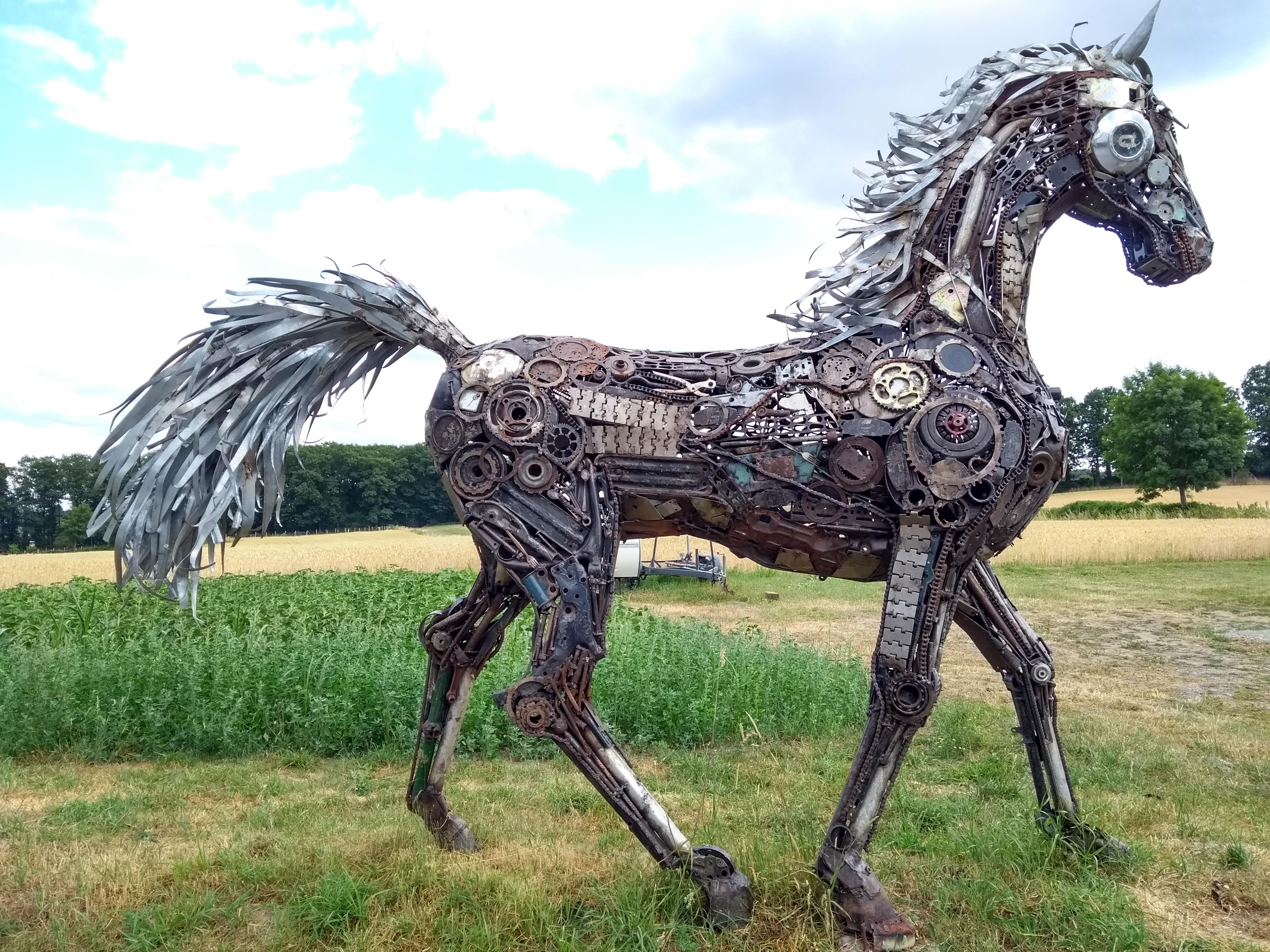
Pferd, Witten
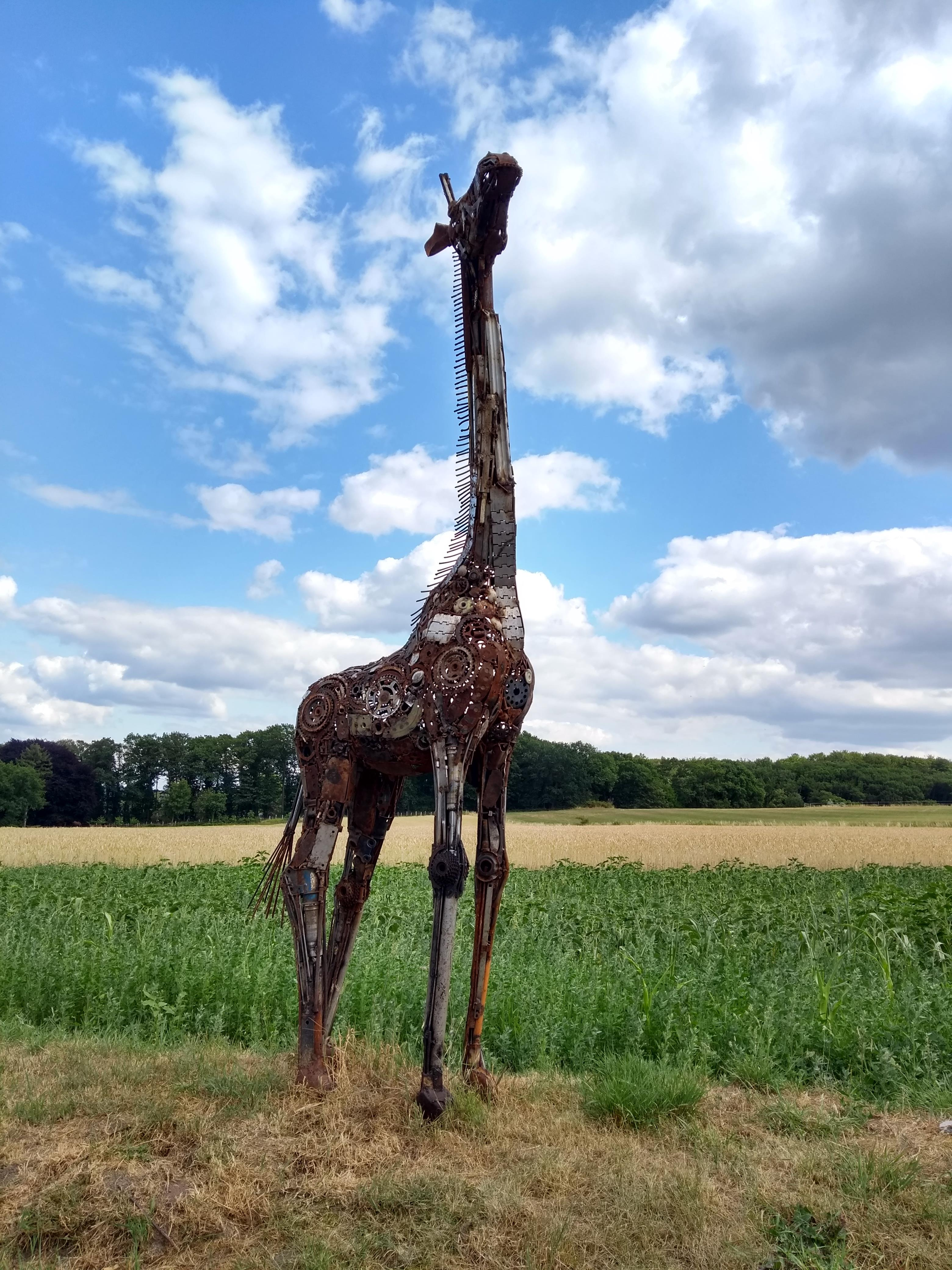
Giraffe, Witten
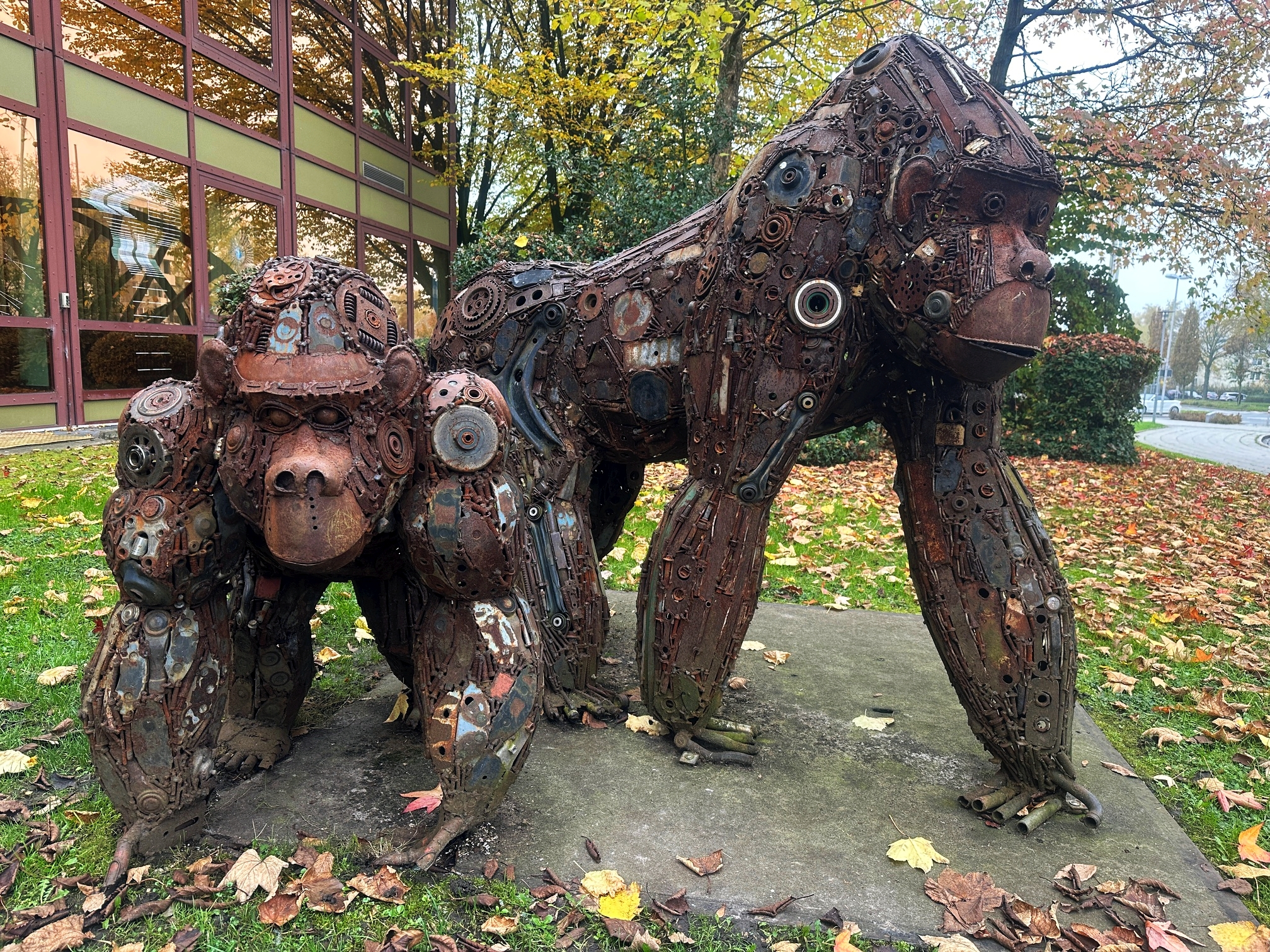
Gorillas, Bergkamen
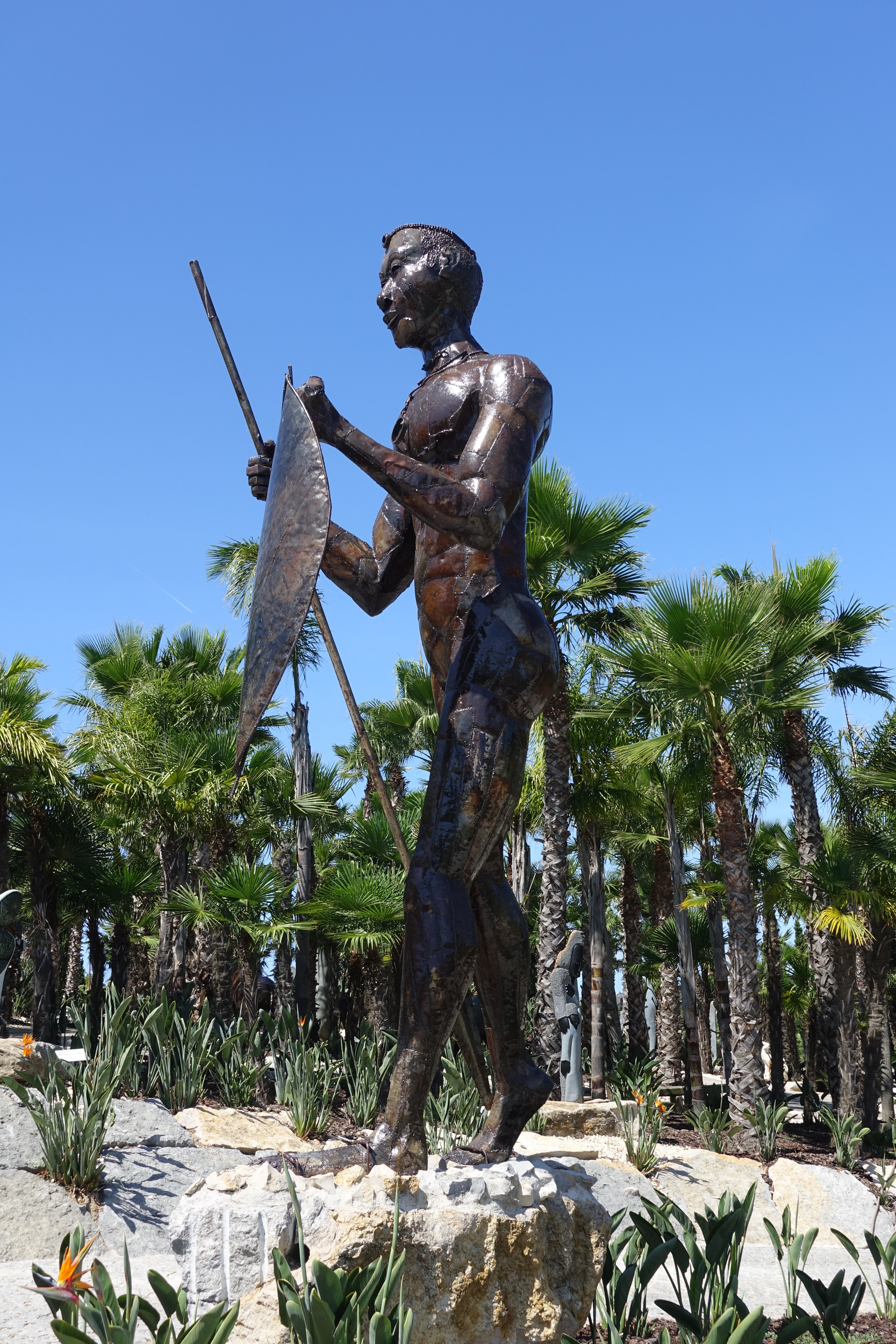
Krieger, Bombarral, Portugal
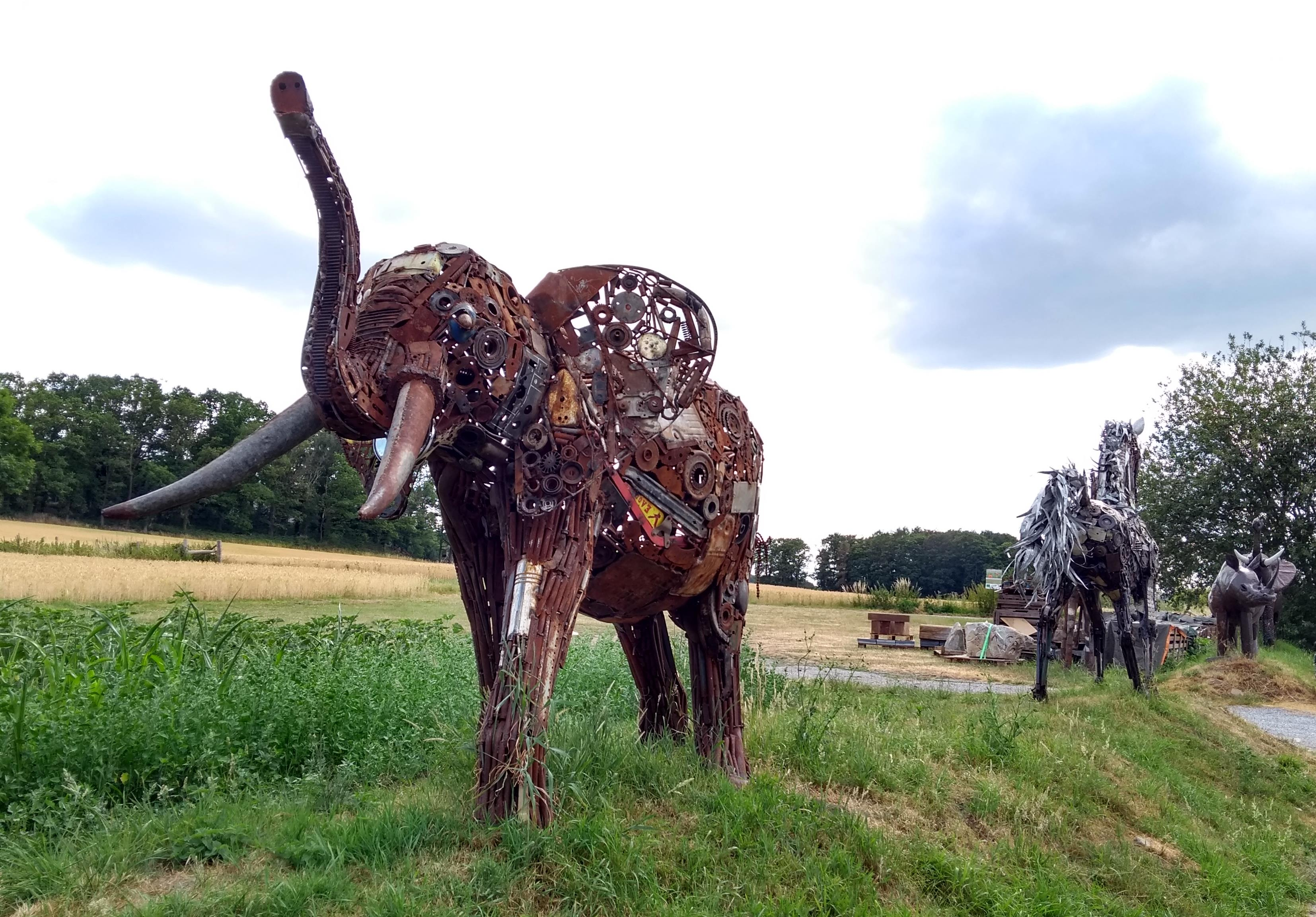
Elefant, Witten

## Werke im öffentlichen Raum (Auswahl)

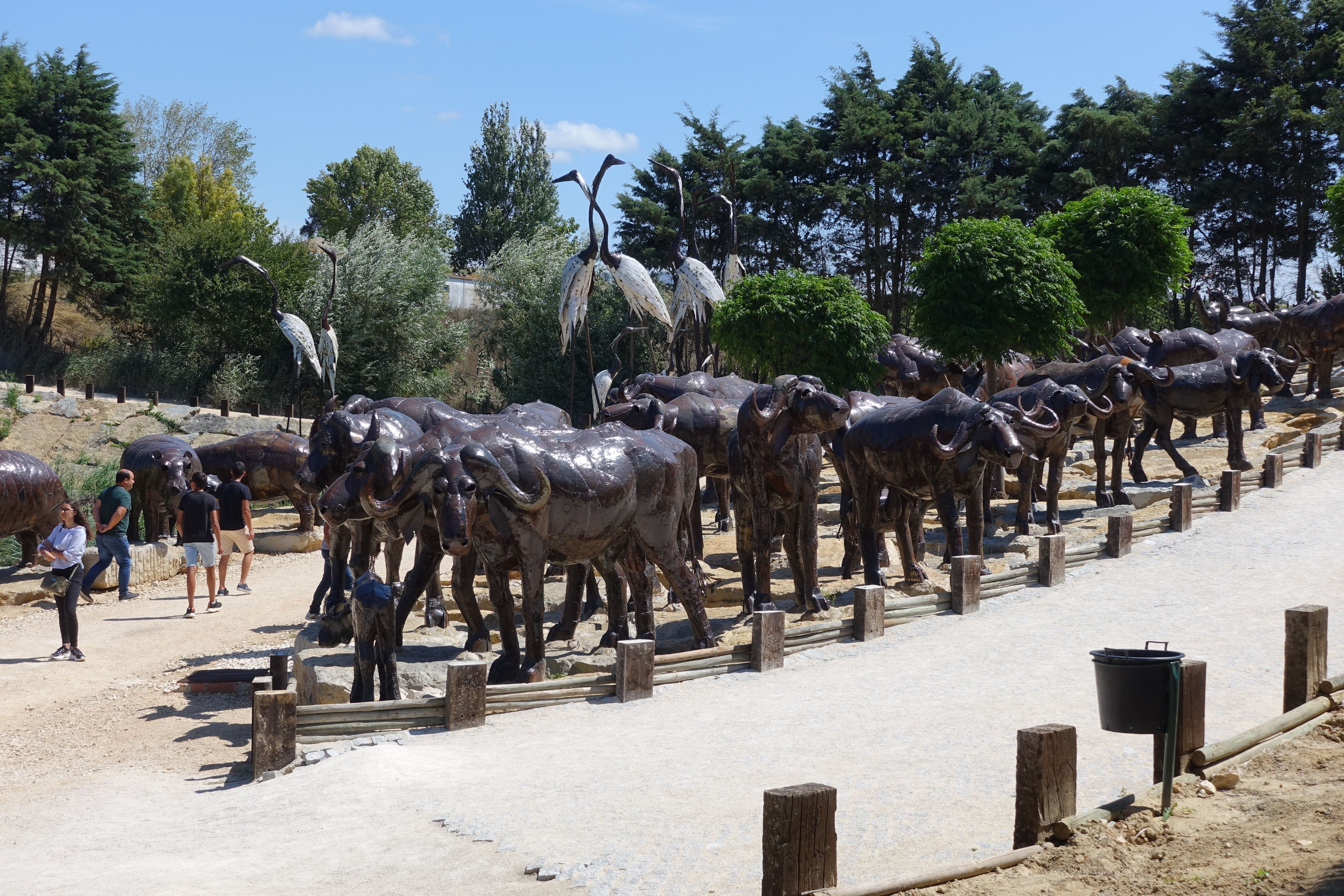
Büffelherde, Buddha Eden Garden, Bombarral, Portugal

- Zwei Gorillas. Rathausplatz, Bergkamen[13][14]
- Nashorn. Tierpark Berlin[1][15]
- Tierskulpturen (Löwe, Schimpanse, Nashorn, Elefantenbulle, Giraffe, Adler, Kaffernbüffel, Okapi, Adler) sowie ein detail- und maßstabsgetreues Modell eines Mercedes-Benz 170 S-Cabriolets.[9] Skulpturenpark mit Shona-Skulpturen, Schloss Steinhausen, Witten[16]
- Büffelherde, Giraffengruppe, Baobab Baum, Afrikanische Krieger. Buddha Eden Garden, Quinta da Bacalhoa, Bombarral, Portugal[11]
- diverse Metall-Großskulpturen in Simbabwe[2]
- Ausstellung von Skulpturen, Harare International Festival of the Arts (HIFA), Harare
- 2020: Kunst- und Skulpturenausstellung bei der „Park & Garden“, Gut Görtz, Heringsdorf[17]